# 은수교통
은수교통은 서울특별시의 마을버스 회사이고, 본사는 서울특별시 종로구 대학로 101 (연건동, 서울대학교병원)에 위치해 있다. 서울대학교병원에서 종로3가역 및 혜화역 방면으로 가는 마을버스를 운행하고 있다.

## 운행 노선
- ● 종로12번: 서울대학교병원 - 종로3가역 - 혜화역 (구 종로마을 4번)

## 보유차량
전 차량이 자일대우 레스타와 E-카운티, CRRC 중국중차 그린웨이 720, BYD eBus-7로 운행한다.

## 기타
은수교통은 종로 12번 버스로 677일 동안 7만Km을 달려 세계일주를 성공했다.